# 潯峰崗站
潯峰崗站是广州地铁6號線及12號線的换乘站兼西端總站，位於中国广东省广州市白雲區金沙洲路路浔峰山东路口以東，於2013年12月28日随6号线首期通车而啟用，2025年6月29日随12号线西段通车成为换乘车站。車站與佛山市南海區里水鎮仅有一崗之隔。
本站6号线與浔峰岗停车场接軌。

## 車站結構
潯峰崗站分为6号线及12号线两个站体，两线通过设于地面的客流集散廳相连。车站附近为浔峰山东路、金沙洲路、浔峰岗公交站场及邻近楼盘建筑。
本站6号线站体和12号线站体均设有卫生间，其中6号线的卫生间位于地面站厅非付费区处，12号线两个侧式月台的西端头均设有卫生间，并在其旁边设有母婴室。

### 6号线站体
6号线站体共有兩層。地面為6號線站厅层；地上二层为行人过街通道（非收费区）；地上三層為6號線月台。
| 地上三层 | 侧式站台；C出口、经客流集散廳前往 █12号线 | 侧式站台；C出口、经客流集散廳前往 █12号线  | 侧式站台；C出口、经客流集散廳前往 █12号线 | 侧式站台；C出口、经客流集散廳前往 █12号线 |
|          | 2 站台                                    | █6号线 终点站台                            |                                           |                                           |
|          | 1 站台                                    | █6号线 香雪方向（下站：横沙）              |                                           |                                           |
|          | 岛式站台                                  |                                            |                                           |                                           |
|          | 3 站台                                    | █6号线 香雪方向（下站：横沙）              |                                           |                                           |
| 地上二层 |                                           | 行人过街通道（非付费区）                   |                                           |                                           |
| 地面     | 站厅                                      | 售票機、客服中心、卫生间、警务室、安检设施 |                                           |                                           |

### 12号线站体
12号线站体共有三層。地面為来往两线的客流集散廳（D1、D2出入口）及E、F、H出入口；地下一层为12号线站厅层及其换乘通道；地下二層為12號線月台。
| 地面     | 客流集散廳                 | D1·D2出入口、售票机、客服中心、安检设施 连接 █6号线两个站台及 █12号线站厅 |                            |                            |
| 地下一层 | 換乘通道                   | 经客流集散廳前往 █6号线                                                   |                            |                            |
|          | 12号线站厅                 | 售票机、客服中心、警务室、安检设施                                        |                            |                            |
| 地下二层 | 侧式站台（卫生间、母婴室） | 侧式站台（卫生间、母婴室）                                                | 侧式站台（卫生间、母婴室） | 侧式站台（卫生间、母婴室） |
|          | 5 站台                     | █12号线 终点站台                                                          |                            |                            |
|          | 4 站台                     | █12号线 广州体育馆方向（下站：浔峰岗北）                                  |                            |                            |
|          | 侧式站台（卫生间、母婴室） |                                                                           |                            |                            |

### 站厅及换乘
浔峰岗站站厅分为6号线、12号线及客流集散厅三个部分，6号线站厅和客流集散厅位于地面，12号线站厅位于地下一层。三者在非付费区互不相连，其中6号线站厅前往客流集散厅及12号线车站时需绕经6号线站台层才能前往。
为方便行人进出，6号线站厅东南侧被划为收费区，收费区内设有专用电梯、扶梯和楼梯分别连接6号线两个月台。12号线站厅的付费区同样设有专用电梯、扶梯和楼梯，连接其两个月台；车站西南角设有长通道通往客流集散厅以换乘6号线。E、F出入口和H出入口之间被付费区分隔。
6号线与12号线之间通过客流集散厅进行换乘。客流集散厅设有扶梯和楼梯分别连接地上三层6号线两个站台及地下一层的12号线站厅，另设有1台专用电梯连接地下一层的12号线站厅。
浔峰岗站6号线、12号线及客流集散厅均設有自动售票機及智能客服中心。6号线站厅靠近B出入口处的车站控制中心旁设有自動體外去顫器。

### 月台
浔峰岗站6号线設有一個島式月台和一個側式月台，位於金沙洲路東側上空。12号线则设有两個側式月台，位于浔峰山东路的地底。两线月台組成一個顺时针旋转45度「L」字型。
6号线目前僅使用側式的2號月台以及島式月台靠近上行線的1號月台；島式月台另一側的3號月台目前作為備用月台，用於存放備用列車，於早晚高峰期開出疏導客流。

#### 站线配置
6号线月台東南面設有一條單渡線，可利用站前折返至1號月台；而月台西北面亦設有數條單渡線，呈「八」字型佈置，亦可以利用站後折返。現時列車主要使用站後渡線進行折返。站後渡線後方的正線則直接通往潯峰崗停車場，作為出入段線。
值得一提的是，本站站前單渡線及站後折返線岔區由於線路限界的原因，接觸軌有幾個斷口。因此該處上空亦架設有柔性接觸網，在列車所有受電靴都處於接觸軌斷口無法取得電力時，能夠通過降靴升弓從接觸網取電，從而自行恢復動力。
12号线在月台东北面设有一条单渡线供列车站前折返，西南面则设有一组交叉渡线供12号线列车進行站後折返。

### 出入口
浔峰岗站现时设有8个出入口，分别位于地面6号线站厅、地面的客流集散厅和下一层12号线站厅。
值得一提的是，6号线2號月台北侧的C出口只出不进，其直接连接横跨金沙洲路的行人过街天桥。该出口曾于2024年11月8日临时关闭，以配合换乘通道的接入工程；12号线开通后，该出口恢复通行。
|                                                 |                                          |      |            |                                                     |
|                                                 |                                          |      |            |                                                     |
| 编号                                            | 设施                                     | 照片 | 出口指示   | 建议前往的目的地                                    |
| 6号线站厅（地面）                               |                                          |      |            |                                                     |
| A                                               | 盲道标志 · 无障碍通道标志 · 同层         |      | 金沙洲路   | 罗冲围客运站金沙洲配客点 公交：地铁浔峰岗站（西行） |
| B                                               | 盲道标志 · 无障碍通道标志 · 同层         |      | 金沙洲路   | 浔峰山东路、宏词街                                  |
| 6号线2號月台（地上三層）                        |                                          |      |            |                                                     |
| C                                               | 扶手电梯标志                             |      | 金沙洲路   | 浔峰山东路                                          |
| 12号线站厅（地下一层）                          |                                          |      |            |                                                     |
| E                                               | 盲道标志 · 无障碍通道标志 · 扶手电梯标志 |      | 浔峰山东路 |                                                     |
| F                                               | 无障碍通道标志 · 扶手电梯标志            |      | 浔峰山西路 | 金沙洲路 公交：地铁浔峰岗站（东行）                 |
| H                                               | 无障碍通道标志 · 扶手电梯标志            |      | 浔峰山东路 | 澜溪街 公交：浔峰山东路站（北行）                   |
| 客流集散厅（地面）                              |                                          |      |            |                                                     |
| D1                                              | 盲道标志 · 无障碍通道标志 · 同层         |      | 金沙洲路   | 公交：地铁浔峰岗站（西行）                          |
| D2                                              | 盲道标志 · 无障碍通道标志 · 同层         |      | 宏词街     | 金沙洲路、浔峰山东路                                |
| 註： 設有 \| 設有 \| 設於同一層 \| 設有扶手電梯 |                                          |      |            |                                                     |

## 接驳交通
| 编号 | 编号         | 线路                           | 线路 | 线路                     | 收费  | 备注                                 |
| ---- | ------------ | ------------------------------ | ---- | ------------------------ | ----- | ------------------------------------ |
|      | 广12         | （广州）二沙島西               | ⇆    | （佛山）万科四季花城     | 2元   |                                      |
|      | 广12A        | （佛山）万科四季花城           | ↺    | （广州）浔峰岗地铁站     | 2元   |                                      |
|      | 广231        | （广州）广州火车站（草暖公园） | ⇆    | （佛山）和顺车站         | 3元   |                                      |
|      | 广276        | （广州）南洲北路（好信广场）   | ⇆    | （佛山）万科四季花城     | 2–3元 |                                      |
|      | 广283        | 广州火车东站                   | ⇆    | （佛山）万科四季花城     | 3元   |                                      |
|      | 429          | 金沙洲（涛乐街）               | ↺    | 金沙洲（涛乐街）         | 2元   | 经黄丽街、金刚禅寺                   |
|      | 广657        | （广州）金沙洲码头             | ⇆    | （佛山）西华村（西华寺） | 2元   | 经环洲三路东、蟹坑村                 |
|      | 658A         | 金沙洲（涛乐街）               | ↻    | 金沙洲（涛乐街）         | 2元   |                                      |
|      | 广746        | （佛山）沿江路                 | ↺    | 地铁浔峰岗站             | 2元   |                                      |
|      | 广790        | （广州）星汇金沙二期           | ⇆    | （佛山）后海村           | 2元   |                                      |
|      | 广974        | （广州）金沙洲码头             | ⇆    | （佛山）西华村（西华寺） | 2元   | 经环洲二路东、草场工业大道中         |
|      | 广974班车    | （广州）东秀路                 | ⇆    | （广州）城西花园         | 2元   | 经佛山市南海区                       |
|      | 广夜91       | （广州）金沙洲码头             | ⇆    | （佛山）西华村（西华寺） | 3元   | 经环洲二路东、蟹坑村 广974路附属线路 |
|      | 广高峰快线30 | （广州）体育中心               | ⇆    | （佛山）万科四季花城     | 2元   | 广283路附属线路，20–30分/班          |

| 编号   | 编号               | 线路                             | 线路                 | 线路                 | 收费 | 备注           |
| ------ | ------------------ | -------------------------------- | -------------------- | -------------------- | ---- | -------------- |
|        | 佛252              | （佛山）官窑车站                 | ⇆                    | （广州）地铁浔峰岗站 | 4元  |                |
|        | 佛里07             | （佛山）里水汽车客运站           | 全程 ⇆               | （佛山）三骏市场     | 2元  | 经广州市白云区 |
| 短线 ⇆ | 佛里07             | （佛山）里水汽车客运站           | （广州）浔峰岗地铁站 |                      | 2元  | 经广州市白云区 |
| 特班 ← | 佛里07             | （佛山）里水汽车客运站           | （佛山）金名都       |                      | 2元  | 经广州市白云区 |
|        | 佛里07短线里广快线 | （佛山）南方医科大学第七附属医院 | ⇆                    | （广州）地铁浔峰岗站 | 2元  |                |
|        | 佛里07高峰线       | （佛山）南海双语实验学校         | ⇆                    | （广州）地铁浔峰岗站 | 2元  |                |
|        | 佛里14             | （佛山）新材料C区                | ⇆                    | （广州）地铁浔峰岗站 | 2元  | 原 里07短支    |
|        | 佛里17             | （佛山）十里尚堤西苑             | ↺                    | （广州）地铁浔峰岗站 | 2元  |                |
|        | 佛沥18             | （佛山）沙海村                   | ⇆                    | （佛山）中海金沙里   | 2元  | 经广州市白云区 |
|        | 佛沥20             | （佛山）泌冲（时代水岸）         | ↺                    | （广州）桥中中路南   | 2元  |                |

## 利用状况
本站是金沙洲内四个地铁站其中之一，服务范围为金沙洲北部及西部。在一岗之隔的佛山市南海區里水镇，聚集了不少位于广佛交界附近的楼盘或村落，上述地区的大部分居民会使用公交、樓巴等接驳至本站，來往廣州市區。12号线开通后，本站客流压力有所缓解，地铁方面亦取消了工作日早高峰时段的客流控制措施。

## 历史

### 规划及兴建

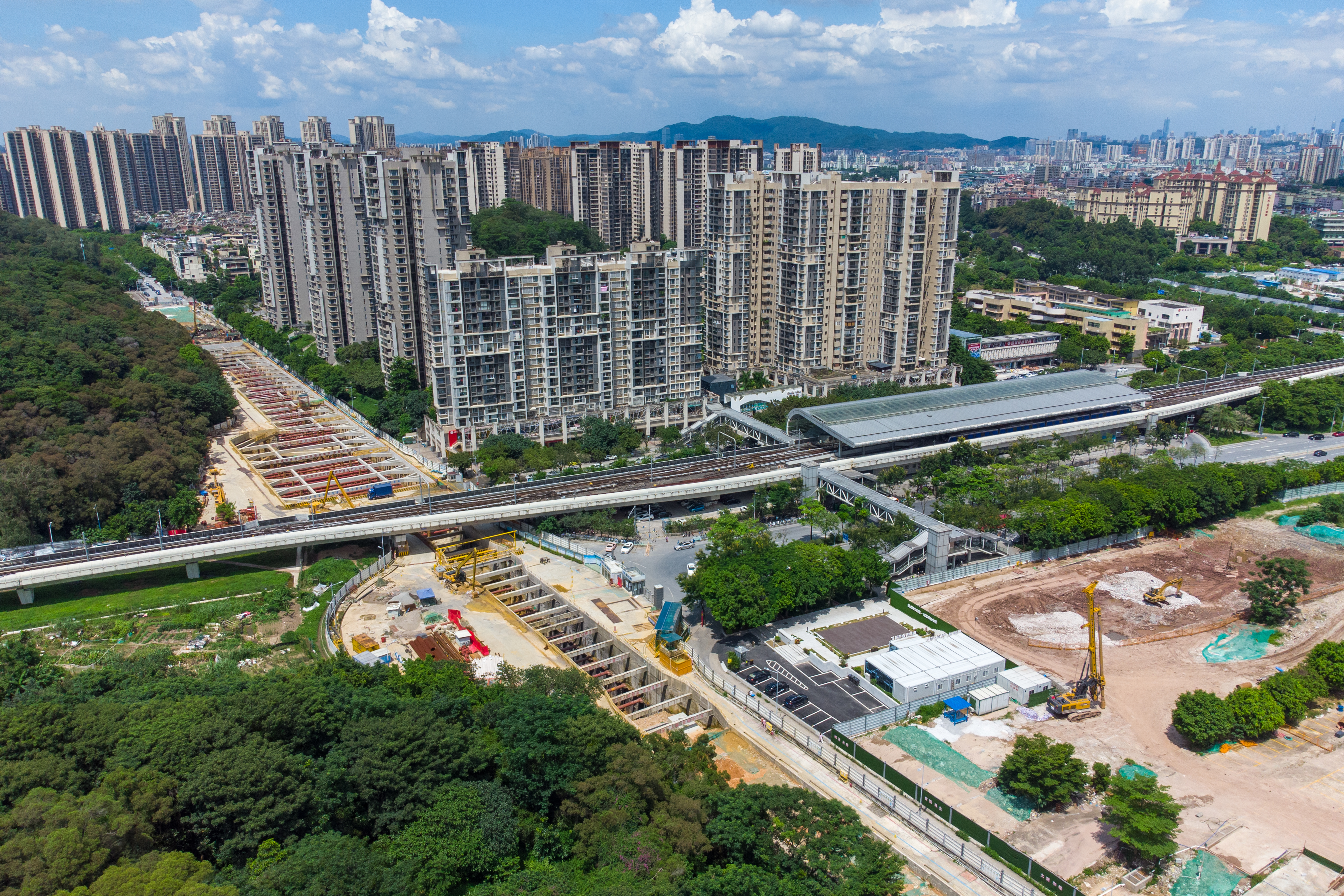
6号线车站和在建的12号线车站（2022年7月）

本站在2003年地鐵規劃方案中作為6號線的西端終點站出現，服務金沙洲北部。其後車站確定為6號線首期的車站之一進行建設。
車站原設計只有一組側式月台（即現有1號及2號月台，類似橫沙站及沙貝站）。但在6號線後期設計中，在本站1號月台西側增加一條側線，並把1號月台改為島式月台（增加現有3號月台）。同時重新編排本站前後的渡線設置，以增加本站的折返能力和從潯峰崗車輛段發車的效率，進而儘量提高6號線的極限班次密度。
2013年1月15日，本站正式进行“三权移交”。同年12月28日，本站随6号线首期正式开通而启用。
6号线列车只有四節車廂，運力無法應付未來金沙洲來往市區的客流需求。在市规委会2014年5月通過的金沙洲地区最新版规划當中，地铁12号线由原來的延伸至里水改道延伸至潯峰崗站，與6號線交匯并設換乘，以疏導金沙洲地區的客流。
12号线车站于2025年2月28日完成“三权”移交，6月29日启用。

### 运营事件
受2022年年末疫情防控措施影响，本站曾于2022年11月21日至27日暂停服务。